# 沃克吕兹泉
沃克吕兹泉（法語：fontaine de Vaucluse，法語發音：[fɔ̃tɛn də voklyz]）是法国的一个岩溶泉，其为法國本土最大的岩溶泉，按流量计算为世界第五大岩溶泉。该泉是索尔格河的源头，所在市镇及省份即以此泉命名。